# ستيفان جيمس
ستيفان جيمس (بالإنجليزية: Stephan James) هو منافس ألعاب قوى غياني، ولد في 13 يونيو 1993 في جورج تاون في غيانا.

## وصلات خارجية
- ستيفان جيمس على موقع الاتحاد الدولي لألعاب القوى (الإنجليزية)
- ستيفان جيمس على موقع اتحاد ألعاب الكومنولث (مؤرشف) (الإنجليزية)